# 鈴木文助
鈴木 文助（すずき ぶんすけ、1888年〈明治21年〉1月10日 - 1949年〈昭和24年〉11月8日）は、日本の生物学者（生化学・農芸化学）。旧姓は「荒木」（あらき）。京都帝国大学農学部教授、農学部教授。

## 来歴

### 生い立ち
1888年（明治21年）1月、福島県に生まれた。上京して東京帝国大学の農科大学に進学し、農芸化学科にて学んだ。このとき鈴木梅太郎に師事し、のちに梅太郎の娘婿となった。1912年（明治45年）、東京帝国大学の農科大学を卒業。なお、後年に博士論文「『ビオス』ニ関スル研究」を執筆し、1925年（大正14年）に東京帝国大学より農学博士の学位が授与された。

### 研究者として
大学卒業後は生物学者として研鑽を重ね、1923年（大正12年）に京都帝国大学教授に就任。京都帝国大学では、農学部学部長に就任するなど、要職をつとめた。1934年12月、母校である東京帝国大学に転じ、教授に就任した。東京帝国大学では、岳父である鈴木梅太郎が主宰した化学第二講座を引き継ぎ、のちに名古屋大学学長などを歴任する芦田淳や、のちに豊田工業大学工学部教授などを歴任する江本榮らを育てた。なお、それと並行して理化学研究所研究員を兼任していた。しかし、病を得て東京帝国大学を退職。それに伴い、化学第二講座は同じく鈴木梅太郎の門下である後藤格次が引き継ぐことになった。太平洋戦争の戦火の中を生き延びたが、1949年（昭和24年）11月に死去した。

## 賞歴
- 1933年 - 帝国学士院賞恩賜賞[8]。

## 研究内容・業績
- 専門は生物学であり、特に生化学についての研究に従事した。また、大学生の頃は農芸化学科で学んだことからわかるように、農芸化学についての研究にも取り組んだ。
- 油脂生化学の見地から油脂について分析した研究が知られており、80種類以上の新たなグリセリン脂肪酸エステルを分離決定した。その成果を多くの論文として発表しており、グリセリン脂肪酸エステルの分離や性質に関する研究、燐脂質に関する研究、不飽和脂肪酸と誘導体に関する研究、などがある。これら一連の「脂肪酸及之を含有する生物体成分の研究」[8]が評価され、大日本帝国で最も権威のある学術賞であった帝国学士院賞恩賜賞が贈られることになり[9]、1933年（昭和8年）5月11日に授与された[8]。なお、岳父であり師でもある鈴木梅太郎も帝国学士院賞を受賞しているが、恩賜賞は授与されていない[10]。
- 後藤格次らとともにサルバルサンの製法の開発に取り組んだことでも知られている。

### 門下生
長年に渡って京都帝国大学並びに東京帝国大学で教鞭を執り、後進の育成にも力を注いだ。
- 芦田淳[6]
- 江本榮[7]

## 家族・親族
- 岳父：鈴木梅太郎。生物学者である鈴木梅太郎の婿養子となったことから[5]、姓を荒木から鈴木に改めた。梅太郎の門下生であり、梅太郎が主宰した講座を引き継いだということもあり、梅太郎の業績について解説する機会も多かった[11]。

## 著作

### 単著
- 鈴木文助著『グリセリドの分離に就て』日本学術協会、1929年。

### 共著
- 鈴木文助・小幡弥太郎共著『生物化学』7版、朝倉書店、1948年。

### 寄稿、分担執筆、等
- 鈴木梅太郎編『農芸化学全書』朝倉書店、1940年。
- 全国農業学校長協会編『日本農学発達史』農業図書刊行会、1943年。
- 静岡県科学協会編『黎明期に於ける郷土の科学者』静岡県科学協会、1944年。